# Anni Rigmor Jeppesen
Anni Rigmor Jeppesen (29. marts 1922, København - 7. juli 2011, Odense) var en dansk keramiker og grafiker.
Hun arbejdede hos Royal Copenhagen (på daværende tidspunkt Den Kongelige Porcelænsfabrik) henholdsvis 1953-58, 1961-65. Derudover underviste hun på både Kunsthåndværkerskolen i Kolding og Det Fynske Kunstakademi.